# Echinopsis spinibarbis
Echinopsis spinibarbis ist eine Pflanzenart aus der Gattung Echinopsis in der Familie der Kakteengewächse (Cactaceae). Das Artepitheton spinibarbis leitet sich von den lateinischen Worten spina für ‚Dorn‘ sowie barba für ‚Bart‘ ab und verweist auf die dichte Bedornung der Art.

## Beschreibung
Echinopsis spinibarbis wächst verzweigend und erreicht Wuchshöhen von bis zu 4 Metern. Die Triebe erreichen einen Durchmesser von bis zu 7,5 Zentimeter. Es sind zwölf bis 13 Rippen vorhanden. Aus den auf ihnen befindlichen Areolen entspringen etwa 20 Dornen. Die Mitteldornen sind bis zu 15 Zentimeter lang. Die Randdornen weisen eine Länge von bis zu 1,8 Zentimeter auf.
Die Blüten sind weiß bis rosafarben und 3 bis 6 Zentimeter lang. Ihre Blütenröhre ist hellgelblichbraun behaart. Die hellbraun behaarten Früchte weisen eine Länge von etwa 7 Zentimeter auf.

## Verbreitung und Systematik
Echinopsis spinibarbis ist in Zentral-Chile verbreitet.
Die Erstbeschreibung als Cereus spinibarbis durch Ludwig Georg Karl Pfeiffer wurde 1837 veröffentlicht. Adriana E. Hoffmann stellte die Art 1989 in die Gattung Echinopsis. Weitere nomenklatorische Synonyme sind Echinocereus spinibarbis (Otto ex Pfeiffer) K.Schum. (1895), Eulychnia spinibarbis (Otto ex Pfeiffer) Britton & Rose (1920) und Trichocereus spinibarbis (Otto ex Pfeiffer) F.Ritter (1965).
Der Anwendung des Namens Echinopsis spinibarbis ist problematisch. Die Art wurde ursprünglich beschrieben, ohne dass die Blüten und Früchte bekannt waren. Er wurde sowohl für Eulychnia acida und Eulychnia breviflora sowie für Pflanzen aus der Verwandtschaft von Echinopsis chiloensis gebraucht.

## Nachweise